# Боби Диксон
Боби Диксон (Чикаго, 10. април 1983) је америчко-турски кошаркаш. Игра на позицији плејмејкера. Као натурализован играч је наступао за репрезентацију Турске под именом Али Мухамед.

## Биографија
Колеџ каријеру је провео на универзитету Трој стејт где је наступао од 2004. до 2006. године. Први професионални ангажман је имао у Француској, у сезони 2006/07, где је прво наступао за друголигаша Сент Етјен, да би у мају 2007. прешао у прволигаша Гравлен до краја сезоне. Наредну сезону је провео у пољској екипи Полпак Свјеће. Сезону 2008/09. је почео у екипи Бенетона, да би у фебруару 2009. прешао у Ле Ман са којим осваја прве трофеје у каријери - Куп Француске и Куп лидера. Сезону 2009/10. је почео у екипи Асвела али се у марту 2010. вратио у свој бивши тим Бенетон до краја сезоне. Сезону 2010/11. је провео у екипи Бриндизија, а наредну годину је био играч француског Дижона. У лето 2012. прелази у екипу Каршијаке у којој проводи наредне три сезоне. У том периоду је освојио по једно национално првенство, Куп и Суперкуп. У јулу 2015. је потписао за Фенербахче. У екипи Фенербахчеа је провео наредних шест сезона и током тог периода је освојио једну Евролигу (2017) као и три титуле првака Турске.
У јулу 2015. добио је држављанство Турске и турско име Али Мухамед. За репрезентацију Турске је дебитовао на Европском првенству 2015. године.

## Успеси

### Клупски
- Ле Ман Сарт:
  - Куп лидера (1): 2009.
  - Куп Француске (1): 2009.

- Пинар Каршијака:
  - Првенство Турске (1): 2014/15.
  - Куп Турске (1): 2014.
  - Суперкуп Турске (1): 2014.

- Фенербахче:
  - Евролига (1): 2016/17.
  - Првенство Турске (3): 2015/16, 2016/17, 2017/18.
  - Куп Турске (3): 2016, 2019, 2020.
  - Суперкуп Турске (1): 2016.

### Појединачни
- Идеални тим Еврокупа — друга постава (1): 2014/15.
- Најкориснији играч финала Првенства Турске (1): 2014/15.
- Најкориснији играч Купа Турске (1): 2014.
- Најкориснији играч Суперкупа Турске (1): 2016.
- Учесник Ол-стар утакмице Првенства Турске (3): 2013, 2015, 2016.